# Przywory (gmina Czastary)
Przywory – wieś w Polsce, położona w województwie łódzkim, w powiecie wieruszowskim, w gminie Czastary.
W latach 1975–1998 miejscowość położona była w województwie kaliskim.
Podczas II wojny światowej Niemcy zmienili nazwę wsi na Warenhall.